# Азатот

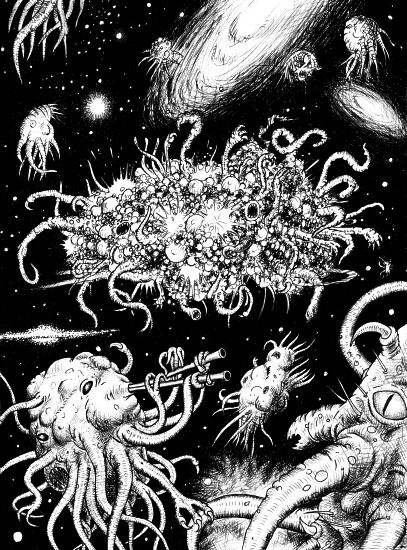
Азатот в чёрно-белом цвете в представлении Доминика Синьоре

Азато́т (англ. Azathoth) — вымышленное божество в произведениях американского писателя Говарда Филлипса Лавкрафта и последователей «Мифов Ктулху». Является символом первозданного хаоса, связан со временем и пространством. Среди его эпитетов присутствуют такие как «слепой безумный бог», «вечно жующий султан демонов» и «ядерный хаос». Впервые Азатот упоминается в незавершённом рассказе «Азатот», что должен был стать романом, похожим на сказку «Тысяча и одна ночь».

## Вдохновение
Лавкрафт впервые использует имя Азатота в записке 1919 года, что гласит просто: «Азатот — отвратительное имя». Роберт Прайс предполагает, что автор мог объединить библейское название города Анатот (англ. Anathoth) — родной город Иеремии; и имя Азазель (англ. Azazel), что упоминается в «Ужас Данвича». Прайс указывает на алхимический термин «Азот» (англ. Azoth), что встречается в книге Артура Эдварда Уэйта, — модели колдуна Эфраима Уэйта из рассказа «Тварь на пороге».
Следующую заметку Лавкрафт написал чуть позже, в 1919 году, которая относится к идее нового рассказа: «Ужасное паломничество в поисках далёкого сумрачного трона султана демонов Азатота». В письме Фрэнку Белнэпу Лонгу он связывает этот сюжет с идеями романа «Ватек» Уильяма Бекфорда о сверхъестественном и злом халифе. Попытки Лавкрафта воплотить эти идеи в роман потерпели неудачу (сохранился лишь фрагмент из 500 слов, который впервые был опубликован как рассказ под названием «Азатот» в журнале «Leaves» 1938 года). Уилл Мюррей, предполагает, что позже автор переработал эти идеи в повести «Сомнамбулический поиск неведомого Кадата» (1926).
Роберт Прайс видит ещё один источник вдохновения для Азатота в произведении лорда Дансени «Мана-Йуд-Сушай» (англ. Mana-Yood-Sushai) из сборника «Боги Пеганы», где описано божество-создатель «сотворивший богов и впоследствии бездействующий». По концепции Дансани, он спит вечно, убаюкиваемый музыкой меньшего божества, которое должно вечно барабанить, «потому что, если он умолкнет на мгновение, то Мана-Йуд-Сушай проснётся, и тогда не будет ни миров, ни богов». Прайс отмечает, что этот невнимательный бог-создатель в сопровождении сверхъестественных музыкантов является явным прототипом Азатота.
Образ божества в бездне часто описывается в мифологии. Имя Азатот похоже на таких божеств, как Тот, Астарот, Астарта, Атарот. Мифология Древнего Египта часто служит фоном для «Лавкрафтовских ужасов», а также её использовал Эдгар По, последователем которого является сам Лавкрафт. Космогония Древнего Египта описывает бездну как мировой океан в пространстве, где обитает Изначальный Хаос, сотворивший мир, представляемый как Предвечный бог Атум, который распался на остальных богов (Огдоада), а вместе они являются его частями. В бездне обитают Нун — сотворивший себя «отец богов», и его жена — Нуанет. Древнеегипетская религия обязывала играть ритуальные мелодии для умиротворению богов в их гневной форме. В повести «Сомнамбулический поиск неведомого Кадата» Азатот описан, как «Демон, обитающий в бездне, где звучит бой барабанов и вой флейт» — музыкальные инструменты в Древнем Египте часто изображали при описании египетских богов. Азатот описывается как «Султан-Демон» (правитель), — что указывает на Восточный фольклор.

## Азатот в творчестве Лавкрафта
Лавкрафт ставит в центр космоса самого могущественного из богов — Азатота. Азатот создает и уничтожает миры. Лавкрафт не использует точные слова, которые описывают вид и упоминает Азатота лишь несколько раз. В произведениях повторяются общие сведения: это божество обитает в бездне космоса и представляет Хаос. Персонажи Мифов Ктулху описывают страх межзвездных расстояний, когда упоминается Азатот, — что указывает на то, что это космическая сущность.
В рассказе «Азатот» (1922) сновидец отправился в Иные миры, через запредельные сферы, бездонную пропасть и звезды.
В повести «Сомнамбулический поиск неведомого Кадата» (1927) впервые появляется описание Азатота:

…тот последний бесформенный кошмар в средоточии хаоса, который богомерзко клубится и бурлит в самом центре бесконечности — безграничный султан демонов Азатот, имя которого не осмелятся произнести ничьи губы, кто жадно жуёт в непостижимых, тёмных покоях вне времени под глухую, сводящую с ума жуткую дробь барабанов и тихие монотонные всхлипы проклятых флейт, под чей мерзкий грохот и протяжное дудение медленно, неуклюже и причудливо пляшут гигантские Абсолютные боги, безглазые, безгласные, мрачные, безумные Иные боги, чей дух и посланник — ползучий хаос Ньярлатотеп.
Минуя запредельные бездны, оставляя позади звезды и материальные пространства и метеором несясь сквозь кромешный хаос к непостижимым темным покоям вне времени, где под приглушенный умопомрачительный бой богомерзких барабанов и тонкое монотонное завывание сатанинских флейт растекся бесформенной массой вечно жующий и вечно ненасытный Азатот.Оригинальный текст (англ.)"Outside the ordered universe is that amorphous blight of nethermost confusion which blasphemes and bubbles at the center of all infinity—the boundless daemon sultan Azathoth, whose name no lips dare speak aloud, and who gnaws hungrily in inconceivable, unlighted chambers beyond time and space amidst the muffled, maddening beating of vile drums and the thin monotonous whine of accursed flutes; to which detestable pounding and piping dance slowly, awkwardly, and absurdly the gigantic ultimate gods, the blind, voiceless, tenebrous, mindless Other Gods whose soul and messenger is the crawling chaos Nyarlathotep".

"Cleaving the uttermost rim and spanning the outermost abysses; leaving behind the stars and the realms of matter, and darting meteor-like through stark formlessness toward those inconceivable, unlighted chambers beyond Time wherein black Azathoth gnaws shapeless and ravenous amidst the muffled, maddening beat of vile drums and the thin, monotonous whine of accursed flutes".

В этой же повести Ньярлатхотеп упоминает сновидца, чей «череп впаян в кольцо на мизинце того, кого нет нужды называть по имени (вероятно, Азатота)».
В повести «Шепчущий во тьме» (1931) фольклорист сообщает, что «познал чудовищный ядерный хаос по ту сторону искривленного пространства, которое в «Некрономиконе» было скрыто под именем Азатот». Здесь «ядерный», скорее всего, относится к центральному положению Азатота в ядре космоса, а не к ядерной энергии, поскольку по-настоящему она стала широко известна только после смерти Лавкрафта.
В рассказе «Грёзы в ведьмовском доме» (1933) ведьма и Черный человек ведут судента к «трону Азатота», где звучит мелодия флейт, и там он должен расписаться кровью в «Книге Азатота» и получить тайное имя.
В рассказе «Ужас в музее» (1932) смотритель музея говорит: «Глупец! Сын псов, воющих в водовороте Азатота!».
В рассказе «Тварь на пороге» (1933) писатель Эдвард Пикман Дерби издал сборник «кошмарных текстов» под названием «Азатот и другие ужасы».
В рассказе «Обитающий во Тьме» (1936) писатель вспоминает «древние мифы об Абсолютном Хаосе, где обитает слепой и безумный бог Азатот, Вседержитель Всего, окруженный верной ордой безумных безликих танцоров, убаюканный тонким монотонным писком демонической флейты, пляшущей в лапах безымянного существа».
Азатот описан в 22 сонете «Грибы с Юггота» (1929):

Я вторгся с вездесущим бесом в паре...

Из мира измерений — за Предел,

Туда, где нет ни времени, ни твари,

Но только Хаос, бледен и дебел.

Непризнанный ваятель мирозданья,

Он жадно и бессвязно бормотал

Какие-то смешные предсказания

И сонм крылатых бестий заклинал.

В его когтях надрывно голосила

Бесформенная флейта в три дыры —

Не верилось, что в звуках этих сила

Которой покоряются миры.

«Я есмь Его Глашатай», — Дух съязвил

И Божеству затрещину влепил.

## Азатот в произведениях других писателей

### Кларк Эштон Смит
Кларк Эштон Смит, писатель и друг Лавкрафта, в шутку написал в письме о своем происхождении с Юпитера. В ответ на это в 1933 году Лавкрафт отправил письмо к Смиту («Избранные письма Лавкрафта» 4.617), в котором изображено «Родовое древо Азатота» (англ. Family tree of Azathoth), согласно которому, они оба происходят от Азатота. Эта шуточная идея никогда не появлялась в произведениях Лавкрафта.

#### «Родовое древо Азатота»
Генеалогическое древо отображает родственные связи между Древними богами, среди которых: Наг и Йеб, Йиг, Йог-Сотот, Ктулху, Шуб-Ниггурат, Ньярлатотеп, Тсатхоггуа, а также многие из божеств Смита. Согласно схеме, изначальный Азатот был сделан предком своих детей: Ньярлатхотепа, «Безымянного тумана» и «Тьмы», Йог-Сотота, Шуб-Ниггурат, Нуг и Йеб, Ктулху, Тсатхоггуа, и несколько божеств Кларка Эштона Смита, среди которых также есть уникальные чудовища, не упомянутые за пределами этого письма. Далее схема ведет к вымышленным существам (низшим кастам) и пересекается с историческими личностями из Древнего Египта, Древнего Рима, Англии, а затем ведет к предкам Лавкрафта и Смита. Вероятно, «Родовое древо Азатота» готовилось для совместного произведения, которое бы объединило мифы Лавкрафта и Смита.
В 1934 году Кларк Эштон Смит в письме Роберту Барлоу («Избранные письма Кларка Эштона Смита» 189) описывает полностью другое древо: «Генеалогическая Карта Старших Богов» (англ. Genealogical Chart of the Elder Gods), где упоминаются только выдуманные Смитом божества — «Внешние боги» (англ. Outer gods). Позже последователи «Мифов Ктулху» создавали свои схемы с другими божествами, а некоторые из них также опирались на божеств Смита.

### Август Дерлет
Август Дерлет в повести «Затаившийся у порога» (1945) описывает космический пантеон божеств «Мифов Ктулху» и делает их лидером Азатота. В произведениях Дерлета Великие Древние ведут войну между относительно добрыми и злыми Древними богами — чего нет у Лавкрафта.
Осмелившиеся противостоять Древним Богам (англ. Ancient gods), правившим из Бетельгезе, Великие Древние (англ. Great old ones), сражались против Старших Богов (англ. The Old gods)... они были наставлены Азатотом, слепым богом идиотом и Йог-Сототом...
В другом отрывке Дерлет цитирует пророчество:
Йе! Слепой идиот, ядовитый Азатот, восседает в центре Мира, где есть лишь Хаос и Разрушение, он пузырится и богохульствует в центре себя, что принадлежит Всему сущему, то есть Бесконечности...

### Рэмси Кэмпбелл
Рэмси Кэмпбелл в рассказе «Насекомые Шаггай» описывает инопланетных существ, которые поклоняются «отвратительному богу Азатоту», в честь которого они исполняют «нечестивые обряды» и «зверства над еще живыми жертвами» в коническом храме Азатота. Шаггаи упоминается в рассказе «Обитающий во Тьме» Лавкрафта. Спасаясь от разрушения своей родной планеты Шаггаи, насекомые телепортировали свое сознание в иную Вселенную и в итоге оказались на Земле, в лесу, недалеко от вымышленного города Гоутсвуд. Рональд Ши, герой рассказа, входит в храм Азатота и обнаруживает его двадцатифутовый идол, который «представлял бога Азатота — Азатота, каким он был до изгнания Извне»:
Он состоял из двустворчатой оболочки, поддерживаемой множеством пар гибких ножек. Из полуоткрытой оболочки поднималось несколько сочлененных цилиндров с полипозными отростками; и в темноте внутри раковины мне показалось, что я увидел ужасное животное без рта, с глубоко запавшими глазами и покрытым блестящими черными волосами. 
В рассказе «Шахта на Югготе» говорится, что якобы Эдвард Тейлор обнаружил другое имя Азатота ("N__") в вымышленном труде «Откровения Глааки».

### Другие
- Гарри Майерс часто упоминает Азатота в своих рассказах, как в лавкрафтовской Стране снов, так и в мире бодрствования. В рассказе «Морда в алькове» (1977) сновидец узнает, что «мир будет затянут по черному спиральному вихрю в центральную пустоту, где султан демонов Азатот жадно грызет в темноте...»[16]. В рассказе «Последняя ночь Земли» (1995) колдун из Страны грез Хан говорит, что Азатот породил звезды в начале времен и поглотит их в конце[17]. В рассказе «Сеть» (2003) два героя читают отрывок из интернет-версии «Некрономикона», в котором говорится, что «Азатот — Величайший Бог, правящий всей бесконечностью со своего трона в центре хаоса, его тело состоит из ярких звезд, а лицо покрыто тьмой»[18].
- Томас Лиготти в рассказе «Секта идиота» (1988) описывает сектантов, коими являются сморщенные отвратительные существа. Также в рассказе приводится «цитата» из «Некрономикона»: «Первобытный хаос, Господь всего ... слепой идиотский бог — Азатот»[19]. Лиготти заявил, что во многих его рассказах есть ссылки на Азатота Лавкрафта, хотя и редко под этим именем. Примером этого является история «Nethescurial», в которой изображено вездесущее, злобное божество-создатель, которому когда-то поклонялись жители небольшого острова.
- Ник Маматас в романе «Движение под землёй» (2004) описывает события в мире, где Ктулху захватил власть, и только повстанцы противостоят ему. Герой упоминает «красные звезды Азатота», а позже становится избранным Азатотом, и получает огромные силы, которые будет использовать против Ктулху.
- «Странные эпохи» Роберт Блох
- «Роющие Недра», «Элизия», Брайан Ламли
- «Философский камень» Колин Уилсон
- «Гидра» Генри Каттнер
- «Безымянная башня» Джон С. Глэсби
- «Мандельброт Молдрот» Лоис Х. Греш
- «Порождение Азатота» Кит Хербер
- «Людовая лекция профессора Пибоди» Джек Лэрд
- «Поклонение ящеру, или как уничтожить ангелов», «Культ» Любко Дереш

### «Цикл Азатота»
В 1995 году издательство «Chaosium» опубликовало сборник «Цикл Азатота», антологию «Мифы Ктулху», в котором основное внимание уделяется произведениям, относящихся к сущности Азатота. Роберт Прайс в книге описывает источник появления и развития Слепого Идиотского Бога в его сборнике:
| - «Азатот» Эдварда Пикмана Дерби - «Азатот в Аркхэме» Питера Кэннона - «Месть Азатота» Питера Кэннона - «Яма шогготов» Стивена М. Рейни - «Гидра» Генри Каттнера - «Безумие вне времени» Лин Картер - «Насекомые из Шаггая» Рэмси Кэмпбелла - «Секта идиота» Томаса Лиготти | - «Трон Ахамот» Ричарда Л. Тирни и Роберта М. Прайса - «Последняя ночь Земли» Гарри Майерса - «Демон-султан» Дональда Р. Берлесона - «Идиот Савант» Си Джей Хендерсона - «Пространство безумия» Стивена Студака - «Безымянная башня» Джона Гласби - «Чумной кувшин» Аллена Макки - «Обещание древних о вечной жизни» Роберта М. Прайса |

## Оценки
Американский теолог и религиовед Роберт Прайс указывает на гностические корни в образе Азатота и истолковывает «Тень над Иннсмутом» как ритуал посвящения.
Так же «Азаг-Тот» фигурирует в книгах российского фантаста Вадима Панова. В книге "Наложницы ненависти" из серии "Тайный город", Азаг-Тот фигурирует как последний из правителей давно вымершей Гипербореи, в планы которого входит триумфальное возвращение былого величия, однажды сгинувшей, "Империи ненависти". В последний раз Азаг-Тот был представлен под именем Владимира Ленина и похоронен в Мавзолее, чтобы не касаться земли, иначе он поглотит частицы Золотого Корня (источника силы гиперборейцев) и возродится.